# Новоселовка (Беловский район)
Новоселовка — деревня в Беловском районе Курской области. Входит в Долгобудский сельсовет.

## География
Деревня находится на ручье Долгий, в 69 км к юго-западу Курска, в 14 км к северо-востоку от районного центра — Белая, в 1,5 км от центра сельсовета — села Долгие Буды.
Климат
Новоселовка, как и весь район, расположена в поясе умеренно континентального климата с тёплым летом и относительно тёплой зимой (Dfb в классификации Кёппена).

## Население
| 2002 | 2010 |
| ---- | ---- |
| 21   | ↘15  |

## Инфраструктура
Личное подсобное хозяйство. В деревне 19 домов.

## Транспорт
Новоселовка находится в 2,5 км от автодороги регионального значения 38К-028 (Обоянь — Суджа), в 1,5 км от автодороги межмуниципального значения 38Н-010 (Белая — Кривицкие Буды), в 15 км от ближайшей ж/д станции Псёл (линия Льгов I — Подкосылев).